# سكوت روث (منافس ألعاب قوى)
سكوت روث (بالإنجليزية: Scott Roth)‏ هو منافس ألعاب قوى أمريكي، ولد في 25 يونيو 1988.

## وصلات خارجية
- سكوت روث على موقع الاتحاد الدولي لألعاب القوى (الإنجليزية)
- سكوت روث على موقع TFRRS.org (الإنجليزية)